# Doris Neuner
Doris Neuner (Innsbruck, 10 de mayo de 1971) es una deportista austríaca que compitió en luge en la modalidad individual. Su hermana Angelika también compitió en luge.
Participó en dos Juegos Olímpicos de Invierno, en los años 1992 y 1994, obteniendo una medalla de oro en Albertville 1992, en la prueba individual.
Ganó cuatro medallas en el Campeonato Mundial de Luge entre los años 1991 y 1995, y una medalla de bronce en el Campeonato Europeo de Luge de 1994.

## Palmarés internacional
| Juegos Olímpicos   | Juegos Olímpicos      | Juegos Olímpicos  | Juegos Olímpicos |
| Año                | Lugar                 | Medalla           | Prueba           |
| ------------------ | --------------------- | ----------------- | ---------------- |
| 1992               | Albertville (Francia) | Medalla de oro    | Individual       |
| Campeonato Mundial |                       |                   |                  |
| Año                | Lugar                 | Medalla           | Prueba           |
| 1991               | Winterberg (Alemania) | Medalla de plata  | Equipo           |
| 1993               | Calgary (Canadá)      | Medalla de plata  | Equipo           |
| 1993               | Calgary (Canadá)      | Medalla de bronce | Individual       |
| 1995               | Lillehammer (Noruega) | Medalla de bronce | Equipo           |
| Campeonato Europeo |                       |                   |                  |
| Año                | Lugar                 | Medalla           | Prueba           |
| 1994               | Königssee (Alemania)  | Medalla de bronce | Equipo           |